# Irisscanner

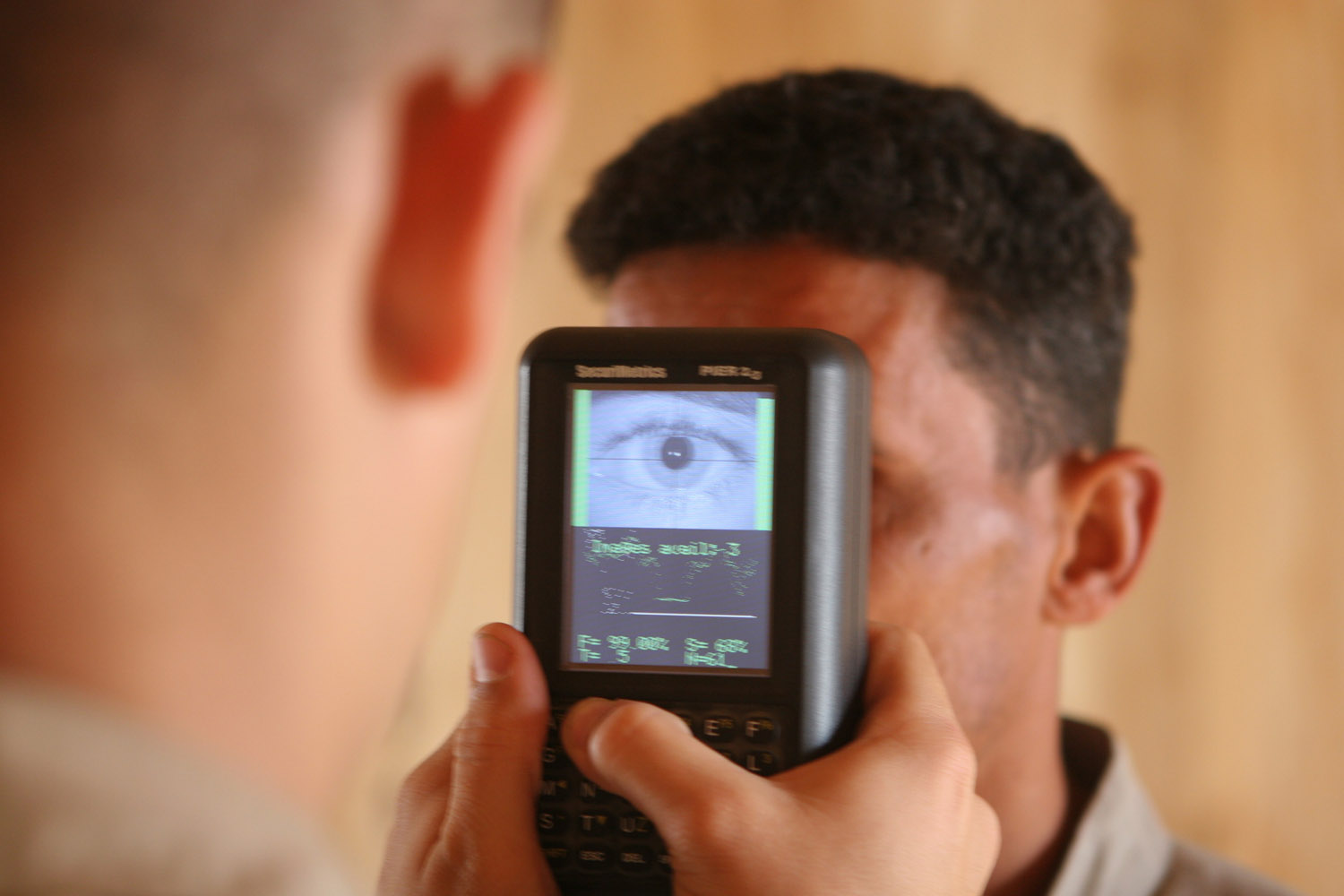
Een irisscanner

Een irisscanner is een apparaat dat mensen kan herkennen aan de hand van hun iris.
De irisscanner controleert de biometrische eigenschappen van de iris. Aan de basis van deze ontwikkeling staat het werk van de Amerikaanse oogartsen Leonard Flom en Aran Safir. In 1985 ontdekten zij dat de unieke textuur van de iris kon worden gebruikt om mensen te herkennen. Uit deze ontdekking ontstond het zogenaamde Flom-patent dat in 2006 wereldwijd is afgelopen. Op basis van dit patent ontwikkelde Professor John Daugman van de Universiteit van Cambridge een algoritme dat in veel irisscanners gebruikt wordt. 
Net zoals de vingerafdruk, vertoont elke iris een uniek patroon, zelfs bij eeneiige tweelingen. Het irispatroon is echter stabieler gedurende de levensloop van een mens dan de vingerafdruk. Moderne irisscanners zijn maar moeilijk om de tuin te leiden met kunstogen, contactlenzen of foto's van irissen. 
Op de luchthaven Schiphol kunnen reizigers met een speciale kaart zich identificeren met behulp van een irisscan.